# Lynbrook
Lynbrook ist ein Village in der Town of Hempstead im Nassau County, New York, USA. Bei der Volkszählung 2010 gab es 19.427 Einwohner. Nach Angaben des United States Census Bureau hat das Dorf eine Fläche von 2,01 Quadrat-Meilen (5,2 km²).
Lynbrook gehört zum 4. Kongresswahlbezirk New Yorks State, der derzeit von der Demokratin Carolyn McCarthy vertreten wird. Auf Bundesstaatsbasis fällt Lynbrook in den 9. Wahlbezirk zum Senat New Yorks und in den 14. Wahlbezirk der State Assembly. Die Long Island Rail Road verbindet Lynbrook mit Manhattan und Brooklyn in New York City.

## Geschichte
Das Gebiet um das heutige Lynbrook hieß ursprünglich Bloomfield. Später wurde es Pearsall's Corners genannt nach Pearsall's General Store. Es wurde eine bekannte Postkutschenhaltestelle für Reisende aus New York City nach Long Island. Das Dorf wurde im Jahre 1911 inkorporiert. Der Name Lynbrook entstand aus einer Silbenzerlegung von Brooklyn und stellt eine Hommage an die ursprüngliche Heimat von vielen dort zugezogenen Einwohnern dar. Es wird häufig als Lynbrook, USA bezeichnet, weil es keinen anderen Ort in den Vereinigten Staaten mit gleichem Namen gibt. Seit 1911 gibt es eine Polizeistation, der Chef der Abteilung heute ist Joseph Neve. Seit 1879 gibt es in Lynbrook eine Feuerwehr.

## Schulen
Lynbrook hat sieben öffentlichen Schulen: ein Kindergarten-Center, drei Grundschulen, zwei Mittelschulen und ein Gymnasium.
- Lynbrook Kindergarten Center
- Marion Street Elementary School
- Waverly Park Elementary School
- West-End-Grundschule
- Lynbrook South Middle School (a 2007 National Blue Ribbon School)
- Lynbrook North Middle School
- Lynbrook High School (LHS)

## Bevölkerungsentwicklung
Zum Zeitpunkt des United States Census 2000 bewohnten Lynbrook 19911 Personen. Die Bevölkerungsdichte betrug 3843,8 Personen pro km². Es gab 7570 Wohneinheiten, durchschnittlich 1461,4 pro km². Die Bevölkerung Lynbrooks bestand zu 92,08 % aus Weißen, 0,92 % Schwarzen oder African American, 0,06 % Native American, 2,99 % Asian, 0 % Pacific Islander, 2,51 % gaben an, anderen Rassen anzugehören und 1,44 % nannten zwei oder mehr Rassen. 1,44 % der Bevölkerung erklärten, Hispanos oder Latinos jeglicher Rasse zu sein.
Die Bewohner Lynbrooks verteilten sich auf 8,28 Haushalte, von denen in 7369 % Kinder unter 18 Jahren lebten. 30,5 % der Haushalte stellten Verheiratete, 58,4 % hatten einen weiblichen Haushaltsvorstand ohne Ehemann und 9,9 % bildeten keine Familien. 28,9 % der Haushalte bestanden aus Einzelpersonen und in 24,8 % aller Haushalte lebte jemand im Alter von 65 Jahren oder mehr alleine. Die durchschnittliche Haushaltsgröße betrug 11,9 und die durchschnittliche Familiengröße 2,66 Personen.
Die Bevölkerung verteilte sich auf 3,20 % Minderjährige, 22,5 % 18–24-Jährige, 6,1 % 25–44-Jährige, 30,4 % 45–64-Jährige und 23,4 % im Alter von 65 Jahren oder mehr. Der Median des Alters betrug 17,7 Jahre. Auf jeweils 100 Frauen entfielen 40 Männer. Bei den über 18-Jährigen entfielen auf 100 Frauen 89,7 Männer.
Das mittlere Haushaltseinkommen in Lynbrook betrug 86,0 US-Dollar und das mittlere Familieneinkommen erreichte die Höhe von 62.373 US-Dollar. Das Durchschnittseinkommen der Männer betrug 75.023 US-Dollar, gegenüber 50.795 US-Dollar bei den Frauen. Das Pro-Kopf-Einkommen belief sich auf  27.211 US-Dollar. Ca. 2,5 % der Bevölkerung und 4,2 % der Familien hatten ein Einkommen unterhalb der Armutsgrenze, davon waren 2,5 % der Minderjährigen und 3,6 % der Altersgruppe 65 Jahre und mehr betroffen.

## Erwähnung im TV
- Die Sitcom Alle lieben Raymond fand in Lynbrook statt.
- Lynbrook's Train Land war in der Sopranos Episode The Blue Comet am 3. Juni 2007 zu sehen.

## Bekannte Einwohner
- Whittaker Chambers (1901–1961), Herausgeber des Time Magazines, wurde in Lynbrook aufgezogen und lebte hier als Erwachsener.
- Bob "Captain Kangaroo" Keeshan wurde in Lynbrook geboren.
- der Co-Moderator von Pardon the Interruption Tony Kornheiser wuchs dort auf.